# Adele Jergens

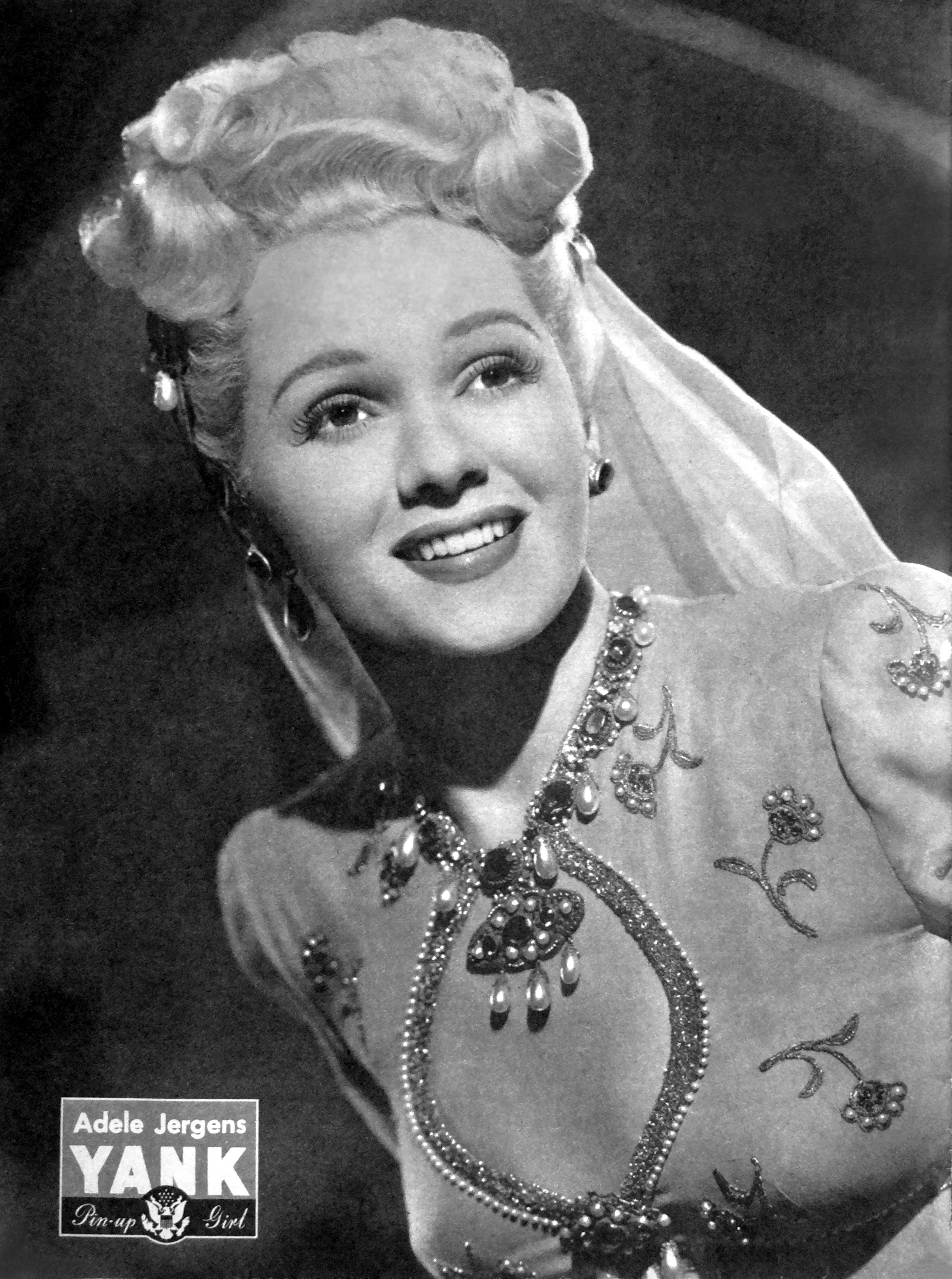
Adele Jergens als Pin-up in Yank, the Army Weekly (1945)

Adele Jergens (* 26. November 1917 in Brooklyn, New York City, New York; † 22. November 2002 in Camarillo, Kalifornien) war eine US-amerikanische Schauspielerin.

## Leben & Karriere
Sie gab 1943 mit Hello, Frisco, Hello ihr Filmdebüt. Ihre größte Rolle spielte die Schauspielerin 1948 in Ich tanze in dein Herz als Mutter der nur neun Jahre jüngeren Marilyn Monroe. 1949 spielte Adele Jergens neben ihrem späteren Mann Glenn Langan die Hauptrolle in dem Abenteuerstreifen Das Erbe von Monte Christo. Nebenbei trat sie in zahlreichen TV-Produktionen auf. Bereits Mitte der 1950er Jahre zog Adele Jergens sich von der Schauspielerei zurück.
Sie hat einen Stern auf dem Hollywood Walk of Fame (7046 Hollywood Blvd.)
Die Künstlerin war von 1951 bis zu seinem Tod 1991 mit dem Schauspieler Glenn Langan verheiratet. Das Paar hatte ein Kind.

## Filmografie (Auswahl)
- 1943: Hello, Frisco, Hello
- 1943: The Gang’s All Here
- 1945: 1001 Nacht (A Thousand and One Nights)
- 1945: Mord in der Hochzeitsnacht (Fallen Angel)
- 1945: Tonight and Every Night
- 1947: Eine Göttin auf Erden (Down to Earth)
- 1947: Blondie’s Anniversary
- 1948: Robin Hoods große Liebe (The Prince of Thieves)
- 1948: Dieser verrückte Mr. Johns! (The Fuller Brush Man)
- 1948: The Dark Past
- 1948: Ich tanze in dein Herz (Ladies of the Chorus)
- 1949: Leicht französisch (Slightly French)
- 1949: Das Erbe von Monte Christo (Treasure of Monte Cristo)
- 1949: Side Street
- 1950: Radar-Geheimpolizei (Radar Secret Service)
- 1950: Armored Car Robbery
- 1950: Beware of Blondie
- 1950: Auf des Schicksals Schneide (Edge of Doom)
- 1950: Aufruhr in Santa Sierra (The Sound of Fury)
- 1951: Ein Fremder kam nach Arizona (Sugarfoot)
- 1951: Auf Sherlock Holmes’ Spuren (Abbott and Costello Meet the Invisible Man)
- 1951: Mississippi-Melodie (Show Boat)
- 1954: Overland Pacific
- 1954: Ausgeräuchert (The Miami Story)
- 1954: The Big Chase
- 1955: Aus dem Leben einer Ärztin (Strange Lady in Town)
- 1955: Die Verlorenen (The Cobweb)
- 1955: Die letzten Sieben (Day the World Ended)
- 1956: Kampf der Hyänen (Girls in Prison)